# 赤池炭坑駅
赤池炭坑駅（あかいけたんこうえき）は、かつて福岡県田川郡上野村（現・福智町）赤池にあった、日本国有鉄道（国鉄）伊田線の貨物駅（廃駅）である。貨物支線の廃線に伴い、1978年（昭和53年）3月31日に廃駅となった。

## 歴史
- 1904年（明治37年）4月1日：九州鉄道により（貨）赤池駅として開業[1]。
- 1907年（明治40年）7月1日：九州鉄道国有化[1]。
- 1937年（昭和12年）6月1日：（貨）赤池炭坑駅に改称[1]。
- 1978年（昭和53年）3月31日：貨物支線の廃線に伴い廃止[1]。

## 隣の駅
日本国有鉄道
伊田線（貨物支線）
赤池駅 - （貨）赤池炭坑駅